# Gauliga Niedersachsen 1937/38
Die Gauliga Niedersachsen 1937/38 war die fünfte Spielzeit der Gauliga Niedersachsen des Deutschen Fußball-Bundes. Die Gauliga Niedersachsen wurde in dieser Saison mit zehn Mannschaften im Rundenturnier ausgespielt. Die Gaumeisterschaft sicherte sich zum zweiten Mal Hannover 96. Nachdem Hannover und der VfL Osnabrück am Ende der Saison punktgleich waren, entschied der damals verwendete bessere Torquotient die Meisterschaft für Hannover. Die Hannoveraner qualifizierten sich dadurch für die deutsche Fußballmeisterschaft 1937/38, bei der sie in einer Gruppe mit dem 1. FC Nürnberg, Alemannia Aachen und dem FC Hanau 93 den ersten Platz erreichten und somit für das Halbfinale qualifiziert waren. Dort besiegten sie im Stadion am Ostragehege in Dresden der Hamburger SV mit 3:2 nach Verlängerung und qualifizierten sich somit für das Endspiel um die deutsche Fußballmeisterschaft. Nachdem das im Olympiastadion Berlin ausgetragene Endspiel gegen Schalke 04 3:3-Unentschieden nach Verlängerung geendet hatte, musste eine Woche später ein Wiederholungsspiel stattfinden. An selber Stelle setzte sich Hannover 96 diesmal mit 4:3 nach Verlängerung durch und durfte die erste deutsche Fußballmeisterschaft für den Verein feiern. Es war außerdem der einzige Meistertitel für einen Verein aus der Gauliga Niedersachsen.

## Abschlusstabelle
| Pl. | Verein                    | Sp. | S  | U | N  | Tore    | Quote | Punkte |
| --- | ------------------------- | --- | -- | - | -- | ------- | ----- | ------ |
| 1.  | Hannover 96               | 18  | 13 | 2 | 3  | 077:200 | 3,85  | 28:80  |
| 2.  | VfL Osnabrück (N)         | 18  | 13 | 2 | 3  | 037:160 | 2,31  | 28:80  |
| 3.  | SV Werder Bremen (M)      | 18  | 12 | 3 | 3  | 070:320 | 2,19  | 27:90  |
| 4.  | Eintracht Braunschweig    | 18  | 12 | 1 | 5  | 072:240 | 3,00  | 25:11  |
| 5.  | SV Arminia Hannover       | 18  | 8  | 3 | 7  | 030:330 | 0,91  | 19:17  |
| 6.  | SV Algermissen            | 18  | 6  | 4 | 8  | 021:290 | 0,72  | 16:20  |
| 7.  | ASV Blumenthal (N)        | 18  | 6  | 3 | 9  | 032:590 | 0,54  | 15:21  |
| 8.  | VfB Peine                 | 18  | 4  | 2 | 12 | 029:540 | 0,54  | 10:26  |
| 9.  | Germania Wolfenbüttel (N) | 18  | 3  | 4 | 11 | 025:600 | 0,42  | 10:26  |
| 10. | SV Linden 07 (N)          | 18  | 0  | 2 | 16 | 023:890 | 0,26  | 02:34  |

| (M) | Titelverteidiger               |
| (N) | Aufsteiger aus der Bezirksliga |

## Aufstiegsrunde

### Gruppe Nord
| Pl. | Verein                                         | Sp. | S | U | N | Tore    | Quote | Punkte |
| --- | ---------------------------------------------- | --- | - | - | - | ------- | ----- | ------ |
| 1.  | MSV Lüneburg (Bezirksmeister Lüneburg)         | 4   | 3 | 1 | 0 | 010:400 | 2,50  | 07:10  |
| 2.  | FV Woltmershausen (Bezirksmeister Bremen)      | 4   | 1 | 1 | 2 | 007:800 | 0,88  | 03:50  |
| 3.  | VfB Braunschweig (Bezirksmeister Braunschweig) | 4   | 1 | 0 | 3 | 005:100 | 0,50  | 02:60  |

### Gruppe Süd
| Pl. | Verein                                          | Sp. | S | U | N | Tore    | Quote | Punkte |
| --- | ----------------------------------------------- | --- | - | - | - | ------- | ----- | ------ |
| 1.  | MSV Jäger 7 Bückeburg (Bezirksmeister Hannover) | 2   | 2 | 0 | 0 | 015:200 | 7,50  | 04:0   |
| 2.  | Sparta Nordhorn (Bezirksmeister Osnabrück)      | 2   | 1 | 0 | 1 | 002:900 | 0,22  | 02:20  |
| 3.  | 1. SC Göttingen 05 (Bezirksmeister Göttingen)   | 2   | 0 | 0 | 2 | 000:600 | 0,00  | 0:40   |